# عرفان ناظمی
عرفان ناظمی، ملی‌پوش ۲۴ ساله تکواندوی ایران در روزهای گذشته به کانادا مهاجرت کرد و قصد دارد ورزش در این کشور دنبال کند.» او یکی از آخرین ورزشکارانی است که از ایران خارج می‌شود. در روزهای گذشته ستار صید، عضو سابق تیم ملی اسکی استقامت ایران به نروژ پناهنده شد. مهاجرت تکنواندوکاران ایرانی، در سالهای گذشته بسیار دیده شده‌است. کیمیا علیزاده، المپین تکنواندوی ایران، یکی از شناخته‌شده‌ترین تکواندوکاهای ایرانی است که چند سال پیش به دلیل حجاب اجباری و تبعیض‌ها علیه ورزشکاران زن از ایران خارج شد.او اکنون همراه با کسری مهدی‌پورنژاد و دینا پوریونس ورزشکاران ایرانی پناهجو در رشته تکواندو هستند که در قالب تیم پناهندگان کمیته‌های المپیک اروپا (EOC) در بازی‌های اروپایی کراکوف-مالوپولسکا ۲۰۲۳رقابت خواهند کرد.